# بلنبرگ
بلنبرگ (به آلمانی: Bellenberg) یک شهر در آلمان است که در نوی-اولم واقع شده‌است. بلنبرگ ۴٬۵۵۸ نفر جمعیت دارد.